# Antolín Alcaraz
Pour les articles homonymes, voir Alcaraz (homonymie).
Antolín Alcaraz Viveros, né le 30 juillet 1982 à San Roque González de Santa Cruz (en), est un footballeur paraguayen retraité qui évoluait au poste de défenseur.

## Carrière
Né à San Roque González de Santa Cruz (en), près de Asuncion, c'est pourtant en Argentine que Alcaraz entame sa carrière de footballeur, au Racing Club de Avellaneda. À 20 ans, il est repéré et transféré par la Fiorentina. Encore trop jeune pour le championnat italien, il part à Beira-Mar au Portugal. Il s'y impose et devient même capitaine. Le 30 avril 2007, en fin de contrat, il signe au FC Bruges. Alcaraz joue quelques bons matchs mais des blessures à répétition ruinent son premier tour.
Le 14 mai 2010, alors qu'il est en fin de contrat au FC Bruges, il se lie au Wigan Athletic Football Club
Il annonce sa retraite le 30 octobre 2023 .
Alcaraz a épousé le 23 juin 2007 Evangelina, une journaliste sportive argentine. Il a également un fils, Valentino, né le 10 novembre 2008.
Il fait partie des 23 joueurs paraguayens sélectionnés pour participer à la Coupe du monde 2010.

## Statistiques
| Année   | Club           | Pays       | Matches | Buts |
| ------- | -------------- | ---------- | ------- | ---- |
| 2000-01 | Racing Club    | Argentine  |         |      |
| 2001-02 | Racing Club    | Argentine  |         |      |
| 2002-03 | ACF Fiorentina | Italie     | 0       | 0    |
| 2002-03 | Beira-Mar      | Portugal   | 7       | 0    |
| 2003-04 | Beira-Mar      | Portugal   | 24      | 2    |
| 2004-05 | Beira-Mar      | Portugal   | 24      | 1    |
| 2005-06 | Beira-Mar      | Portugal   | 31      | 0    |
| 2006-07 | Beira-Mar      | Portugal   | 23      | 3    |
| 2007-08 | FC Bruges      | Belgique   | 10      | 1    |
| 2008-09 | FC Bruges      | Belgique   | 29      | 3    |
| 2009-10 | FC Bruges      | Belgique   | 30      | 1    |
| 2010-11 | Wigan Athletic | Angleterre | 29      | 1    |

Son premier but en sélection est marqué le 14 juin 2010 lors de la coupe du monde contre l'Italie à la 38e minute. Score final 1-1

## Palmarès

### En club
- SC Beira-Mar
  - Champion du Portugal de D2 en 2006
- Wigan Athletic
  - Vainqueur de la Coupe d'Angleterre en 2013.

### En sélection
- Finaliste de la Copa América en 2011.